# Parapurcellia fissa
Parapurcellia fissa is een hooiwagen uit de familie Pettalidae.